# Gilboa
Gilboa és una població dels Estats Units a l'estat d'Ohio. Segons el cens del 2000 tenia 170 habitants.

## Demografia
Segons el cens del 2000, Gilboa tenia 170 habitants, 72 habitatges, i 43 famílies. La densitat de població era de 437,6 habitants/km².
Dels 72 habitatges en un 29,2% hi vivien nens de menys de 18 anys, en un 47,2% hi vivien parelles casades, en un 8,3% dones solteres, i en un 38,9% no eren unitats familiars. En el 33,3% dels habitatges hi vivien persones soles el 12,5% de les quals corresponia a persones de 65 anys o més que vivien soles. El nombre mitjà de persones vivint en cada habitatge era de 2,36 i el nombre mitjà de persones que vivien en cada família era de 3,05.
Per edats la població es repartia de la següent manera: un 26,5% tenia menys de 18 anys, un 4,1% entre 18 i 24, un 34,1% entre 25 i 44, un 20,6% de 45 a 60 i un 14,7% 65 anys o més.
L'edat mediana era de 36 anys. Per cada 100 dones de 18 o més anys hi havia 104,9 homes.
La renda mediana per habitatge era de 29.844 $ i la renda mediana per família de 31.250 $. Els homes tenien una renda mediana de 29.286 $ mentre que les dones 22.045 $. La renda per capita de la població era de 15.535 $. Cap de les famílies i el 5,2% de la població estaven per davall del llindar de pobresa.

## Poblacions més properes
El següent diagrama mostra les poblacions més properes.